# Хускина армия
«Хускина армия», также «Хускина милиция» (хорв. Huskina vojska, Huskina milicija) — формирование боснийской мусульманской милиции, действовавшее на северо-западе Боснии и Герцеговины в этнически однородном мусульманском районе Цазинской Краины с августа 1943 по февраль 1944 года. Создана с разрешения усташей и немцев. Названа именем её основателя и командира, бывшего коммуниста и партизана Хусейна (Хуска) Мильковича. Представляла собой коалицию бывших усташей, сторонников Хорватской крестьянской партии, а также дезертиров из рядов домобранства и партизан. Численность милиции составляла к концу 1943 года до 3000 человек. «Хускина армия» была организована по образцу НОАЮ в бригады, батальоны, роты и взводы. Возглавлял её верховный штаб, а сам Хуска провозгласил себя главнокомандующим. Символом милиции были исламские звезда и полумесяц, а девизом — «За веру готовы!». Милицию поддерживали местные комиссии, которые выполняли роль, аналогичную коммунистическим народно-освободительным комитетам: обеспечивали мобилизационную работу, сбор продовольствия, оружия и других припасов, вели пропагандистскую деятельность среди населения и поддерживали порядок в тылу. Хотя формально Милькович числился в домобранстве и, согласно некоторым источникам, получил звание полковника, действовал он как независимый военачальник и занимал позицию лавирования между всеми противоборствующими сторонами конфликта в Боснии и Герцеговине. Ввиду численности «Хускиной армии» и поддержки, которую ей оказывало мусульманское население, контроль над ней пытались установить как немцы и усташи, так и четники и партизаны. В итоге, Милькович и большинство его людей присоединились 2 февраля 1944 года к партизанам, а на основе «Хускиной армии» 27 февраля 1944 года сформировали Унскую оперативную группу в составе 4-го Хорватского корпуса НОАЮ. Хуска возглавил группу и под его командованием она участвовала с апреля 1944 года в боевых действиях против немецких и усташско-домобранских войск. 27 апреля 1944 года Хусейн Милькович был убит сторонниками усташей. Однако попытка усташского переворота в Унской оперативной группе не имела успеха. В результате мер, предпринятых Главным штабом народно-освободительной армии и партизанских отрядов Хорватии, в группе был наведён порядок. В феврале 1945 года большую часть личного состава группы переформировали в 3-ю Мусульманскую бригаду 8-й ударной дивизии. Из остальных бойцов группы образовали Краинский партизанский отряд. 3-я Мусульманская бригада участвовала в окончательном освобождении Бихача 23 марта 1945 года, после чего получила звание «ударной бригады».

### Комментарии
1. ↑  Историк Олег Романько называет формирование Хусейна Мильковича «Легион Гуски», а также «Гускина милиция»[8].